# OOR
OOR은 현재 네덜란드에서 가장 오래된 음악 잡지이다. 네덜란드어로 귀를 뜻하는 "Oor"에서 따왔다. 1984년부터는 뮈지크란트 OOR(네덜란드어: Muziekkrant OOR)이라는 이름으로 발간되고 있다.

## 역사

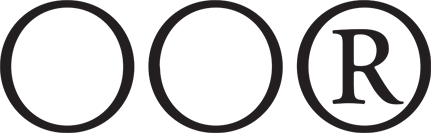
OOR의 로고

OOR은 바런트 툿이 만들어 1971년 4월 1일 처음으로 발간하였다. 첫 발행물 중 2만 부는 모조 콘서트의 공동 창립자 중 한 명인 베리 비서가 돈을 지불하였다. 1972년 1월 1일 레비손에 팔렸으며, 1978년에는 엘세비르가 구입하였다. 1990년대 중반에는 텔레그라프 미디어 그룹에 매각되었으며, 2002년 에릭 더플리허르의 임카 미디어 그룹에 인수됐다. 2006년부터는 아르고 미디어의 밑에 있다.